# McCarthy (Alaska)
McCarthy ist ein Ort in der Copper River Census Area von Alaska am Fuße der Wrangell Mountains im Wrangell-St.-Elias-Nationalpark, 193 km nordöstlich von Cordova. Die McCarthy Road verbindet den Ort mit Chitina am Copper River.

## Geschichte
Athapaskische Indianer hatten die Gegend um das spätere McCarthy über Jahrhunderte zum Fischen genutzt, jedoch nie eine Siedlung errichtet.

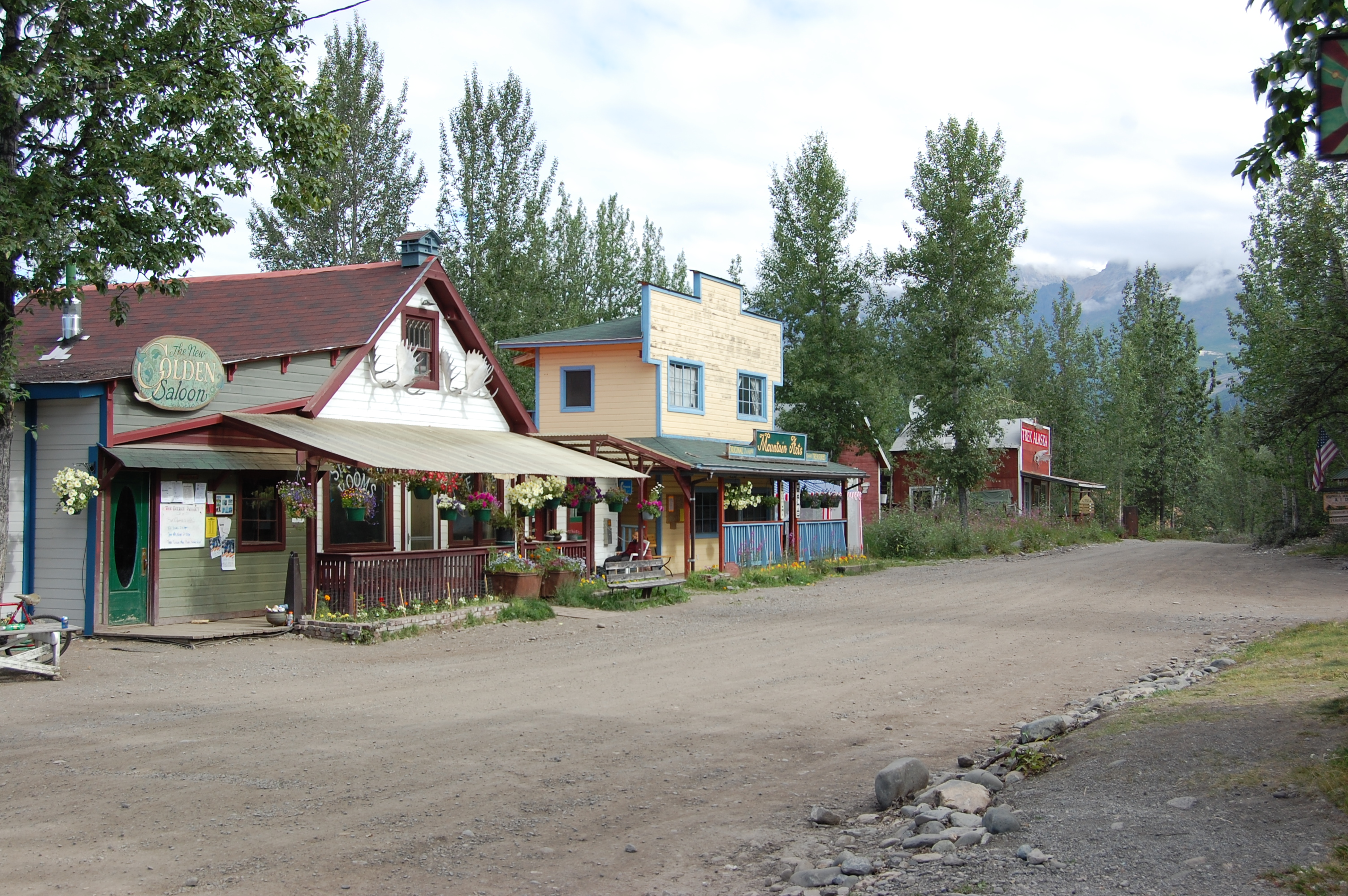
Main Street von McCarthy

Als 1900 in der Nähe McCarthys Kupfer entdeckt und von der Kennecott Mining Company die Bergwerksstadt Kennicott gegründet wurde, in der Alkoholausschank und Prostitution verboten waren, wuchs McCarthy schnell zu einer Stadt mit Krankenhaus, Schule, Bars und Bordellen. Die Einwohnerzahl stieg bis auf 800. 1911 erreichte die Copper River and Northwestern Railway McCarthy, mit der das Erz aus Kennicott abtransportiert wurde.
Als 1938 die Kupferminen erschöpft waren und die Förderung und die Zugverbindung eingestellt wurden, wurde McCarthy langsam zur Geisterstadt. Erst in den 1970ern, als die Region um Kennicott touristisch erschlossen wurde, siedelten sich wieder Menschen in der Stadt an.